# Порту-де-Овелья
Порту-де-Овелья (порт. Porto de Ovelha)  —  район (фрегезия) в Португалии,  входит в округ Гуарда. Является составной частью муниципалитета  Алмейда. По старому административному делению входил в провинцию Бейра-Алта. Входит в экономико-статистический  субрегион Бейра-Интериор-Норте, который входит в Центральный регион. Население составляет 83 человека на 2001 год. Занимает площадь 14,29 км².